# Vaillantella
Vaillantella – rodzaj ryb karpiokształtnych z rodziny Vaillantellidae, przez część systematyków umieszczany w Nemacheilidae (uznawanej też za podrodzinę Nemacheilinae w obrębie przylgowatych).

## Klasyfikacja
Gatunki zaliczane do tego rodzaju:
- Vaillantella cinnamomea
- Vaillantella euepiptera
- Vaillantella maassi

Gatunkiem typowym jest Nemacheilus euepipterus (V. euepiptera).